# Don Branson
Donald L. "Don" "The Racing Grandfather" Branson (Rantoul, 2 giugno 1920 – Gardena, 12 novembre 1966) è stato un pilota automobilistico statunitense.
Corse nella serie Champ Car 129 gare vincendone 7 e disputò 8 volte la 500 Miglia di Indianapolis tra il 1959 ed il 1966.
Morì in un incidente automobilistico nel 1966, riceve sepoltura presso i Grandview Memorial Gardens a Champaign, Illinois.
Tra il 1950 e il 1960 la 500 Miglia di Indianapolis faceva parte del Campionato Mondiale, per questo motivo Branson ha all'attivo anche 2 Gran Premi ed un quarto posto in Formula 1.

## Risultati in F1
| 1959 | Scuderia  | Vettura  |  |     |  |  |  |  |  |  |  |  |  | Punti | Pos. |
| ---- | --------- | -------- |  | --- |  |  |  |  |  |  |  |  |  | ----- | ---- |
| 1959 | Bob Estes | Phillips |  | Rit |  |  |  |  |  |  |  |  |  | 0     |      |

| 1960 | Scuderia  | Vettura  |  |  |   |  |  |  |  |  |  |  |  | Punti | Pos. |
| ---- | --------- | -------- |  |  | - |  |  |  |  |  |  |  |  | ----- | ---- |
| 1960 | Bob Estes | Phillips |  |  | 4 |  |  |  |  |  |  |  |  | 3     | 20º  |

| Legenda | 1º posto     | 2º posto | 3º posto    | A punti         | Senza punti/Non class.  | Grassetto – Pole position Corsivo – Giro più veloce |
| Legenda | Squalificato | Ritirato | Non partito | Non qualificato | Solo prove/Terzo pilota | Grassetto – Pole position Corsivo – Giro più veloce |